# Viekšniai

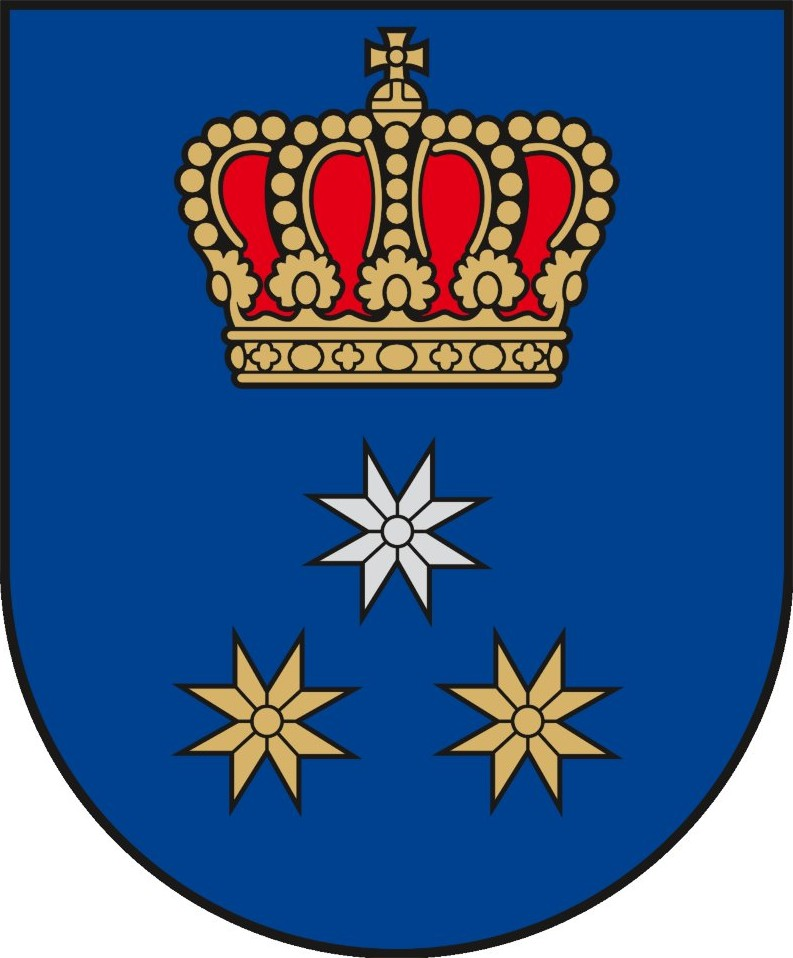
Brasão de armas de Viekšniai.

Viekšniai (pronunciaçãoⓘ) é uma cidade no distrito municipal de Mažeikiai, na Lituânia. Localiza-se a 17 km a sudeste de Mažeikiai.

## Pessoas ilustres
- Mykolas Biržiška